# Астуријски језик
Астуријски језик је романски језик који се говори углавном у Кнежевини Астурији, затим у провинцијама Замора, Саламанка и Кантабрија, као и у севроисточном делу Португалија где је познат под именом мирандски, и на северу Естрамадуре, и веома је сличан шпанском језику.
Према проценама, има нешто мање од 700.000 говорника, од чега њих 550.000 у Астурији, где га неких 100.000 говори као први језик, и 450.000 као други језик.
Постоје три главна дијалекта: западни, централни и источни, који се опет деле на субдијалекте.

## Статус
Астуријски језик је законом заштићен у Кнежевини Астурији, међутим није признат као званичан језик.
Постоји покрет који се залаже за озваничење овог језика на територији Кнежевине Астурије - 
Покрет за заштиту астуријског језика (аст. Xunta Pola Defensa de la Llingua Asturiana) и Отворено удружење за озваничење (аст. Conceyu Abiertu pola Oficialidá).
У Португалији, где се зове мирандски, у општини Миранда до Доуро овај језик је званичан.

## Писменост
Деца између 6 и 16 година уче астуријски језик у школи као факултативни језик. Све школе су обавезне да понуде могућност учења овог језика, мада се у многим случајевима закон не поштује, иако се тежи да се ова ситуација поправи.

## Књижевност
Први писани документ на астуријском језику за који се зна је Документ из Кесоса, који садржи белешке једног монаха о дневном пазару једног манастира у Леону.
Астуријански језик јеприсутан у јавним списима, од XII и XIV века. Иако га виши сталежи одбацују као језик «ниске класе», језик ипак не нестаје, већ се одржава доста добро у нижим слојевима друштва.
Књижевна традиција до XX века није обимна. Почев од демократизације Шпаније оживљава кнљижевност на астуријском језику, са ауторима као што су: Берта Пињан (Berta Piñán), Естер Пријето (Esther Prieto), Хуан Бељо (Xuan Bello), Антон Гарсија (Antón García), Карлос Рубеира (Carlos Rubeira), Милио Родригез Куето (Milio Rodríguez Cueto), Пабло Антон Марин Естрада(Pablo Antón Marín Estrada), Мартин Лопез-Вега (Martín López-Vega). Сви ови писци су универзално опредељени, и одбијајући да се укалупе у локалистичке клишее дају астуријском језику пуну књижевну димензију. У овом процесу, такође је велику улогу одиграло превођење књижевности са страних језика: Албер Ками, Тенеси Вилијамс, Херман Мелвил, Франц Кафка, Т. С. Елиот, и други.
Астуријска академија језика је основана 1981.

## Језички узорак
Одломак из L'últimu home
Астуријски:
Un españíu fizo tremar el fayéu. El ñarbatu esnaló lloñe. L'esguil espaeció nel ñeru. Hebo otru españíu, y darréu otru. L'home, entós, mientres cayía coles manes abiertes, los güeyos nel infinitu y el so cuerpu remanando per tolos llaos abonda sangre, glayó una pallabra, una pallabra namás, que resonó y güei sigue resonando na biesca y en toa Asturies: «¡Llibertá!».
Шпански:
Un estallido hizo temblar el hayedo. El mirlo voló lejos. La ardilla desapareció en el nido. Hubo otro estallido, y luego otro. El hombre, entonces, mientras caía con las manos abiertas, los ojos en el infinito y su cuerpo vertiendo por todas partes mucha sangre, gritó una palabra, sólo una palabra, que resonó y hoy sigue resonando en el bosque y en toda Asturias: «¡Libertad!».

## Дијалекти: Поређење
Оченаш на западном, централном и источном астуријском дијалекту, и на шпанском:
Западни:
Pai nuesu que tas en cielu, sentificáu sía'l tou nome. Amiye'l tou reinu, fágase la túa voluntá lo mesmu na tierra cumo en cielu. El nuesu pan de tódolos días dánoslu güei ya perdónanos las nuesas ofensas lo mesmu que nós fademos conos que nos faltanon. Ya nun nos deixes cayere na tentación ya ḷḷíbranos del mal. Amén.
Централни:
Padre nuesu que tas en cielu, santificáu seya'l to nome. Amiye'l to reinu, fáigase la to voluntá lo mesmo na tierra qu'en cielu. El nuesu pan de tolos díes dánoslo güei y perdónamos les nueses ofenses lo mesmo que nós facemos colos que mos faltaren. Y nun mos dexes cayer na tentación, y llíbramos del mal. Amén.
Источни:
Padre nuestru que tas en cielu, santificáu seya'l tu nome. Amiye'l tu reinu, Hágase la tu voluntá lu mesmu ena tierra qu'en cielu. El nuestru pan de tolos díes dánoslu hoi y perdónanos les nuestres tentaciones lu mesmu que nosotros ḥacemos colos que nos faltaren. Y nun nos dexes cayer ena tentación, y llíbranos del mal. Amén.
Шпански:
Padre nuestro que estás en los cielos, santificado sea tu nombre. Venga a nosotros tu Reino. Hágase tu voluntad aquí en la tierra como en el cielo. Danos hoy el pan nuestro de cada día y perdona nuestras ofensas, así como nosotros perdonamos a los que nos ofenden. Y no nos dejes caer en la tentación y líbranos del mal. Amén.